# Herzogenburg
Herzogenburg is een gemeente in de Oostenrijkse deelstaat Neder-Oostenrijk, gelegen in het district Sankt Pölten-Land (PL). De gemeente heeft ongeveer 7700 inwoners.

## Geografie
Herzogenburg heeft een oppervlakte van 46,16 km². Het ligt in het noordoosten van het land, ten westen van de hoofdstad Wenen en in de buurt van Sankt Pölten, de hoofdstad van de deelstaat.
Altlengbach · Asperhofen · Böheimkirchen · Brand-Laaben · Eichgraben · Frankenfels · Gerersdorf · Hafnerbach · Haunoldstein · Herzogenburg · Hofstetten-Grünau · Inzersdorf-Getzersdorf · Kapelln · Karlstetten · Kasten bei Böheimkirchen · Kirchberg an der Pielach · Kirchstetten · Loich · Maria-Anzbach · Markersdorf-Haindorf · Michelbach · Neidling · Neulengbach · Neustift-Innermanzing · Nußdorf ob der Traisen · Ober-Grafendorf · Obritzberg-Rust · Perschling · Prinzersdorf · Pyhra · Rabenstein an der Pielach · Schwarzenbach an der Pielach · St. Margarethen an der Sierning · Statzendorf · Stössing · Traismauer · Weinburg · Wilhelmsburg · Wölbling
- Gemeinsame Normdatei: 4024692-9
- Library of Congress Control Number: n89119004
- MusicBrainz: 9c4e478d-0193-499a-b859-d8a742a34b1a
- Nationale Bibliotheek van Tsjechië: ge559028
- Nationale Bibliotheek van Israël: 987007567581305171
- Virtual International Authority File: 167636195
- WorldCat: E39PBJcwwMQ4y3DMpG7F7WmfMP